# Wieża ciśnień w Szamotułach i szamotulskie wodociągi
Budynek wieży ciśnień w Szamotułach, przy ulicy Wojska Polskiego 14, wykorzystywany do 1978 roku.

## Historia szamotulskich wodociągów
W Szamotułach, tak jak w innych miastach, zanim powstały wodociągi, wodę czerpano ze studni publicznych (znajdowały się: na rynku, przy kościele św. Krzyża oraz na placu Sienkiewicza). Zamożniejsi mieszkańcy budowali studnie w pobliżu swoich nieruchomości. Z kolei nieczystości wylewano do rynsztoków oraz zwożono do odstawni w rzeźni, niestety stamtąd część nieczystości dostawała się do rzeki Samy. Szamotuły będące częścią Wielkopolski znajdowały się w niemieckim posiadaniu. Niemcy po wygranej wojnie z Francją (1870–1871) uzyskały fundusze, które pozwoliły na rozwój infrastruktury drogowej, wodociągowej czy kanalizacyjnej nie tylko w dużych miastach, ale również mniejszych.
Również w Szamotułach wodociąg i kanalizację zbudowano ze środków kontrybucyjnych. Zarówno zaprojektowanie, jak i wykonanie szamotulskiego wodociągu i kanalizacji powierzono znanej z realizacji takich przedsięwzięć firmie inżyniera Heinricha Schevena z Düsseldorfu. Pierwotnie planował on wznieść wodociąg w Mutowie, jednakże z uwagi na odległość tej wsi od miasta i znaczący koszt tego rozwiązania postanowiono wywiercić studnię głębinową przy ulicy Wojska Polskiego (ówcześnie Schützenstrasse) naprzeciw szamotulskiej cukrowni (Zuckerfabrik Samter G.m.b.H.). Do pompowania wody używano pomp parowych. Woda najpierw trafiała na kokosowe filtry, a następnie była poddawana procesowi odżelaziania i uzdatniania. Potem trafiała do wieży ciśnień (wieży wodnej) skąd trafiała do wodociągu. Wieża wodna została zaopatrzona w zbiornik wodny Barkhausen o pojemności 150 m³, zlokalizowany około 36 metrów na ziemią. Ta wysokość pozwala na otrzymanie wystarczającego na szamotulskie wodociągi ciśnienia 3,6 atmosfer. Pierwotny wodociąg został zbudowany z rur żeliwnych, miał długość kilku kilometrów i objął swoim zasięgiem rynek, ale również kilka ważnych ulic – Dworcową, Wroniecką, Poznańską czy Lipową. Wodociąg przez wiele lat nie wymagał większych napraw, a jego część funkcjonuje do dziś. Z kolei oczyszczalnia ścieków według projektu Schevena została zbudowana przy ulicy Wodnej, a sieć kanalizacyjną wykonano z rur kamionkowych. Oczyszczalnia funkcjonowała do 1995 roku.
Budowa szamotulskiego wodociągu została wykonana bardzo sprawnie, bowiem projekt pochodzi z 1906 roku, a tym samym roku uruchomiono studnię, zabudowania oraz wieżę. Pierwszym kierownikiem został Józef Rybarczyk (pierwotnie miał do dyspozycji trzech pracowników), który kierował wodociągami aż do 1950 roku (a do końca życia do 1955 roku mieszkał w pokoju na terenie wodociągów). Wodociągi przystosowano do obsłużenia 6000 mieszkańców (w 1939 roku połowa Szamotuł korzystała z wodociągu). W latach 30. silniki parowe studni zostały zastąpione elektrycznymi.
Od wiosny 1939 roku remontowano wszystkie szamotulskie studnie publiczne, aby w razie zniszczenia wojennego lub zamknięcia zakładu mieszkańcy Szamotuł mieli dostęp do wody. 1 września wysadzono mosty na Samie aby utrudnić Niemcom ekspansję. Niemieckie wojsko do Szamotuł wkroczyło 7 września, błyskawicznie naprawiono wysadzone mosty i przejęto szamotulskie zakłady, również przejęto szamotulskie wodociągi, z posady zwolniono Józefa Rybarczyka (zabrano mu również mieszkanie zakładowe), a nowym kierownikiem wybrano Niemca Giese, który pełnił tę funkcję do czasu powołania do armii w 1943 roku, wtedy na stanowisko wrócił Rybarczyk. W czasie kadencji Giese doszło do awarii szamotulskiej elektrowni. Brak prądu spowodował unieruchomienie wodociągu na około 10 dni. Wtedy też podjęto decyzję o zaopatrzeniu szamotulskiego wodociągu w niezależny agregat prądotwórczy z silnikiem Diesla. Przez całą drugą wojnę zakład działał praktycznie nieprzerwanie. Na początku 1945 dostarczano 450 m³ wody.
Lata powojenne to intensywny rozwój przemysłu i wzrost demograficzny Szamotuł, co wymusiło inwestycje. W latach 60. dokonano modernizacji stacji wodociągowej, ujęcie wody rozbudowano o stację uzdatniania i wybudowano kolejne trzy studnie (wydajność 340 m³ na godzinę).
W latach 70. prawie dwukrotnie zwiększono wydajność pompowania wody do około 8000 m³ na dobę. Znaczny wzrost liczby mieszkańców Szamotuł powodował konieczność dużych nakładów szczególnie w zakresie gospodarki ściekowej, nowe osiedla wyposażano w systemy kanalizacji ściekowej i deszczowej, ale historyczna oczyszczalnia ścieków przy ulicy Wodnej nie była w stanie pełnić swojej roli na tak dużą skalę, w latach 80. jej wydajność spadła do 30%. W 1986 zbudowano nową oczyszczalnię przy ulicy Nowowiejskiego. W tym samym roku zmodernizowano stację uzdatniania wody. W latach 90. i na początku XX wieku zwodociągowano wsie Gminy Szamotuły (między innymi: 1992 – Otorowo, Kamionka, Wincentowo i Krzeszkowice; 1994 – Jastrowo, Ostrolesie i Gałowo; 1997 – Baborówko; 2000 – Przecław, Pamiątkowo, Kąsinowo, Przyborowo oraz Przyborówko; Gąsawy, Kępa i Szczuczyn były zwodociągowane w latach 80.). Zbudowano również nowe ujęcia wody.
W latach 90. zbudowano również dwa dodatkowe zbiorniki na wodę o pojemności 2 tysięcy m² każdy. Ponadto zmodernizowano oczyszczalnię przy ulicy Nowowiejskiego i zamkniętą przy ulicy Wodnej. Skanalizowano i podłączono do oczyszczalni wsie Kępa, Mutowo, Śmiłowo, Baborowo, Baborówko oraz Gałowo. W 2000 roku otwarto oczyszczalnię w Pamiątkowie, a pięć lat później w Otorowie, ponadto skanalizowano i podłączono do niej wsie Lipnica, Krzeszkowice, Wincentowo oraz Kamionka.
Po 2011 roku z Funduszu Spójności zmodernizowano stację uzdatniania wody przy ulicy Wojska Polskiego, zmodernizowano oczyszczalnię przy ulicy Nowowiejskiego i skanalizowano część wsi Szczuczyn.
Obecnie długość sieci wodociągowej wynosi ponad 72 km (z czego ponad 45 km w mieście i ponad 26 km na wsiach). Z kolei sieć kanalizacyjna liczy 94 km (w tym ponad 49 km przypada na miasto i ponad 44 na wioski). Gmina Szamotuły zwodociągowana jest w 100%, natomiast skanalizowana w 75% (95% miasto i 44% wsie).

## Architektura

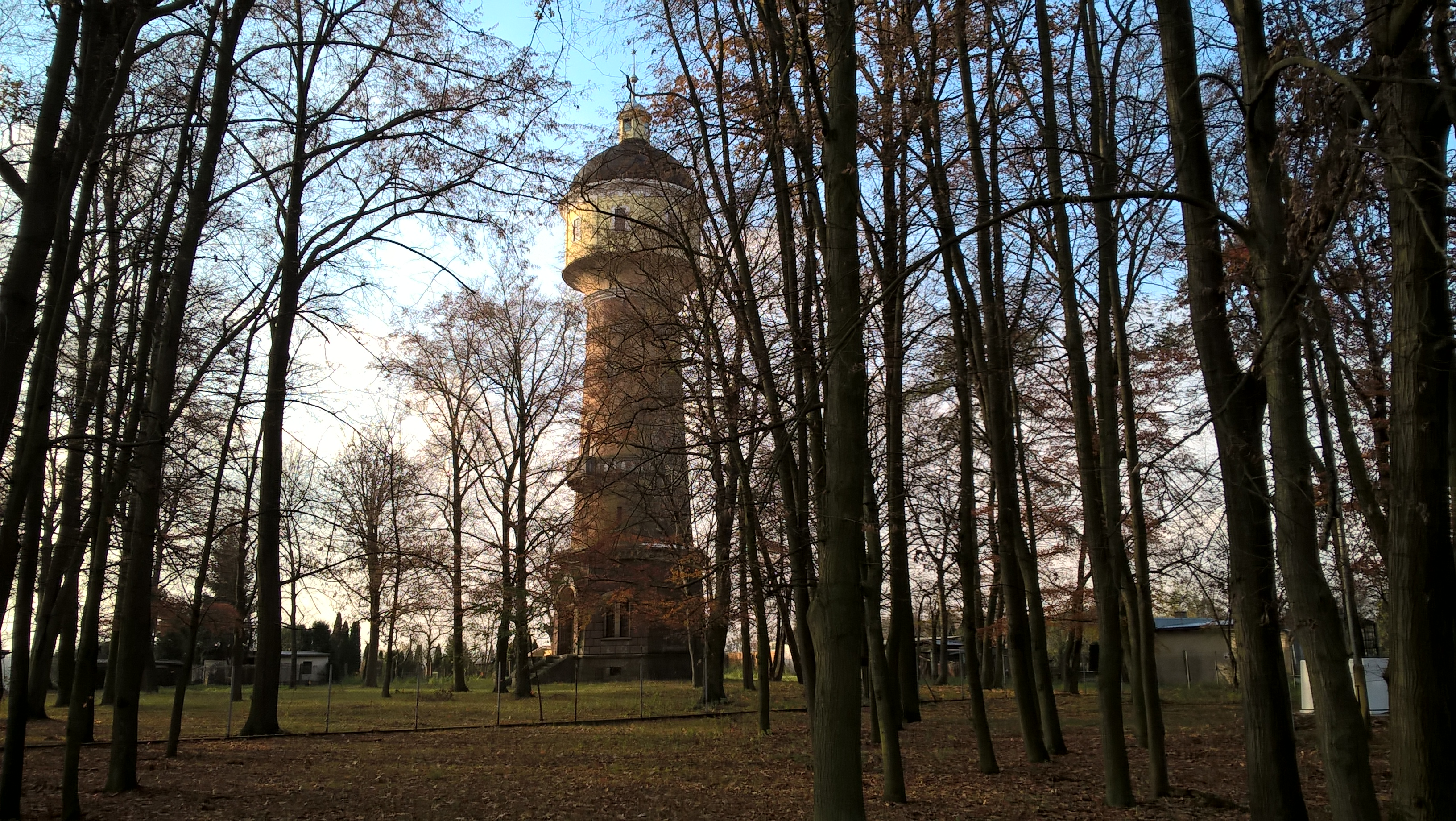
Wieża ciśnień w Szamotułach

Wieża powstała w okresie zaboru pruskiego, zgodnie z zaleceniami niemieckiej architektury użytkowej budowle powinny mieć charakter monumentalny. Zgodnie z założeniami wieże ciśnień miały być ozdobą miast i podkreślać ich prestiż. Tak też jest w przypadku szamotulskiej wieży ciśnień. Firma Heinricha Schevena z Düsseldorfu jako wykonawca wielu obiektów wodnych (wież, systemów kanalizacji i wodociągów) stworzyła własny styl w tym zakresie – wieża o konstrukcji cylindrycznej, bęben wieży wystaje poza zarys trzonu co stanowi architektoniczne nawiązanie do średniowiecznych i barokowych budowli warownych. W przypadku szamotulskiej wieży występują liczne nawiązania do baroku i stylu romańskiego. Podstawa wieży z cegły i kamienia wykonana na planie ośmiokąta. Monumentalizm budowli ma podkreślać zastosowane dekoracyjne wyeksponowanie kamienia podkreślającego jego układ – boniowanie. W podstawie wieży dwa okna i portal neobarokowy z drzwiami wejściowymi, kamiennym gankiem oraz barokowymi ornamentami roślinnymi (podobne na pierwszym poziomie trzonu). Nad cokołem niewielki ośmiopolowy daszek pokryty dachówką ceramiczną. Od tego momentu wieża zmienia kształt na walcowaty, zwężany ku górze. W trzonie wieży mały balkon oparty na wspornikach z kamienia (na wysokości 2 piętra). Okna w trzonie wieży neoromańskie i neogotyckie. Trzon wieży zwieńczono bębnem, w którym na wysokości około 36 metrów znajdował się stalowy zbiornik na wodę Barkhausen o pojemności 150 m³. Okna w bębnie prostokątne – neobarokowe, pomiędzy którymi pilastry. Dach bębna zwieńczony ośmiokątną neobarokową latarnią z metalową iglicą. Podczas remontu w latach 90. zlikwidowano cztery lukarny w dachu. Równolegle z wieżą zbudowano budynek filtrów, pompownię wody czystej oraz dwa zbiorniki.